# Ліцей № 5 міста Житомира
Ліцей № 5 міста Житомира (Ліцей № 5 м.Житомира) — заклад загальної середньої освіти міста Житомира. Заснований у 1921 році.

## Інформація
Ліцей № 5 міста Житомира заснований у 1921 році, працює у новому приміщенні з 1988 року. До 2022 року заклад мав назву Житомирська загальноосвітня школа І-ІІІ ступенів № 5. У закладі освіти визначена українська мова навчання. Загальна кількість класів – 64. Загальна кількість учнів – 1845. У ліцеї відкрито 7 інклюзивних класів.
У ліцеї працюють 2 спортивні та тренажерний зали, тир, кабінет медичної допомоги, стоматологічний кабінет, облаштовано 2 методичні кабінети, 3 кабінети інформатики (один з них – для навчання учнів початкової школи основам комп’ютерної грамотності), відновлено роботу і зроблено ремонт шкільного басейну, створено сучасні кабінети основ здоров’я, цивільного захисту,  екології, української мови, суспільних наук, історії, правознавства, біології, іноземної мови, облаштовано футбольне поле зі штучним покриттям, зроблено якісний ремонт та естетично оформлено актовий зал, їдальню, створено зал бойової слави, присвячений подіям Другої світової війни, Майдану, АТО, кімната слов’янської культури «Берегиня».

## Нагороди
У 2007, 2010, 2012, 2014, 2016 роках став переможцем загальноміського конкурсу «Навчальний заклад року».
Нагороджений золотою медаллю у березні 2013 року на міжнародній виставці «Сучасні заклади освіти – 2013» у номінації: «Управління і науково-методичний супровід інноваційного розвитку сучасних закладів освіти»; у 2014 та 2015 роках золотою медаллю на міжнародному форумі «Інноватика в сучасній освіті» у номінації: «Упровадження інновацій в роботу з дітьми та молоддю з особливими освітніми потребами».